# Delia Nivolelli Sangiovese
Le Delia Nivolelli Sangiovese est un vin rouge de la région Sicile doté d'une appellation DOC depuis le 10 juin 1998. Seuls ont droit à la DOC les vins récoltés à l'intérieur de l'aire de production définie par le décret. Les vignobles autorisés se situent en province de Trapani dans les communes de Mazara del Vallo, Marsala, Petrosino et Salemi.

## Caractéristiques organoleptiques
- couleur : rouge rubis tendant vers un rouge orange après vieillissement
- odeur  : caractéristique,  vineux, délicat
- saveur : sec, plein, harmonique, légèrement tannique

Le Delia Nivolelli Sangiovese se déguste à une température de 14 à 16 °C et il se gardera 2 – 4ans.

## Production
Province, saison, volume en hectolitres :
- pas de données disponibles